# گریگور توروسیان
گریگور توروسیان (ارمنی: Գրիգոր Թորոսյան؛ ۱۸۸۴ – ۱۹۱۵) طنزپرداز، ناشر و روزنامه‌نگار برجسته اهل ارمنستان بود. وی آثار خویش را در روزنامه خویش تحت عنوان «گیگو» به چاپ می‌رسانید و مورد پسند ارمنی‌های استانبول بود. وی نیز یکی از قربانیان نسل‌کشی ارمنی‌ها توسط حزب ترکان جوان بود. پیکر وی هرگز پیدا نشد.